# Jon Gries
Jonathan Francis "Jon" Gries (27 de junho de 1957) é um ator, escritor e diretor americano. Também creditado com os nomes Jon Francis e Jonathan Gries. Ele é conhecido por seu papel em Napoleon Dynamite como Tio Rico, e mais recentemente como personagem recorrente Roger Linus em Lost. Ele também é conhecido por seus papéis em Martin e The Pretender.